# Couepia recurva
Espèce
Classification APG III (2009)
Statut de conservation UICN

 VU D2 : Vulnérable
Couepia recurva est une espèce de plantes à fleurs de la famille des Chrysobalanaceae. C'est arbre endémique à l'Équateur et au Pérou.

## Description
Arbre atteignant 10 m à 20 m de haut.

## Répartition
Endémique à la forêt primaire des Andes en Équateur et au Pérou, à une altitude de 1 000 m jusqu'à 1500 ou 1 700 mètres.
Les principales populations sont: en Équateur,
- au Parque Nacional Podocarpus dans la province de Zamora-Chinchipe,
- dans la vallée du Río Pastaza dans la province de Tungurahua
- le long du Lago Agrio

L'espèce est menacée par la déforestation.